# Haj-Nehaj
Haj-Nehaj ili Nehaj (talijanski: Nechagia), kako se sreće u najstarijim dokumentima, je tvrđava koja se nalazi blizu mora oko 10 km sjeverozapadno od Bara u Crnoj Gori,  odmah iznad Sutomora.

## Povijest
Najstariji do sada poznati spomen Nehaja je iz 1542. godine, gdje se u jednom dokumentu navodi kao Fortezza de Spizi - Spičanska tvrđava. U jednom izvješću iz 1555. godine, gdje piše da grad leži između Bara i Paštrovića, nalazi se i podatak da su ga tada čuvala samo dva vojnika i jedan topnik. Još kasnije 1558. godine navodi se u drugom izvješću da u slučaju potrebe grad može primiti 900 ljudi. Na najstarijoj poznatoj gravuri Bara iz 1550. godine vidi se u gornjem lijevom kutu i Nehaj pod natpisom Nechagia. Grad se nalazi na stjenovitom brdu (230 m nadmorske visine) malo povučen od mora ka planini Sozini. Vrlo je nepristupačan sa svih strana osim sa zapada, gdje se nalazi i ulaz. Kod samog ulaza, kod kojeg se mogu uočiti tri faze veće gradnje, naknadno je prizidana cisterna za vodu. Na najvišem mjestu brda, koja je u okviru grada, nalazi se crkvica svetog Demetrija zidana prije utvrde. Grad je koncipiran za borbu vatrenim oružjem. Ima okrugle kule i dosta puškarnica iz kasnijeg razdoblja. Nad skoro okomitim stijenama na krajnjem istočnom dijelu nalazi se barutana. Čitav južni, viši dio grada prema ulazu ispunjen je stambenim objektima. Ovi dijelovi bi mogli biti i nešto stariji od sjevernog. S obzirom na isturen položaj grada, koji bi već usavršenim topovima 16. stoljeća bio izvrsna meta, i na to da ga 1555. godine čuvaju samo dva vojnika i jedan topnik, iako može primiti 900 ljudi, možda je nastao još krajem 15. stoljeća. Srpska pravoslavna crkva održava običaj da na Mitrovdan (dan svetog Demetrija, 8. studenog, a po julijanskom kalendaru 26. listopada) i Petrovdan 12. srpnja (29. lipnja po julijanskom kalendaru) na ruševinama crkve svetog Demetrija služi liturgije. Petrovdanski skup je ljeti i više je posjetitelja. Organizatori su pravoslavni vjernici iz Zagrađa i Sutomora i Crkvena općina Sutomore.
Crkva sv. Demetrija na tvrđavi Nehaj bila je dvooltarska, što znači da je od nekog vremena bila i pravoslavna i katolička. Prilikom obnove tvrđave 1861. godine, Mehmet - paša je crkvu pretvorio u barutanu i zabranio vjernicima obiju crkava ukop na tom mjestu, pri čemu je demolirano okolno groblje, a kosti iz grobnica pobacane niz liticu.